# Roberto Ismael Torres
Roberto Ismael Torres Báez (Asunción, Paraguay, 6 de abril de 1972), más conocido por su apodo Tiburón, es un exfutbolista y entrenador paraguayo que jugaba como mediocampista ofensivo. Actualmente dirige al Club Guaraní de Fram de la Segunda División de Paraguay.

## Trayectoria

### Como jugador
Torres inició su carrera profesional en Cerro Porteño bajo la dirección técnica del brasileño y entonces entrenador Paulo César Carpegiani en 1990, permaneciendo en el club hasta 1998. En 1999, fue transferido al O'Higgins de la Primera División de Chile y, ese mismo año, emigró a Japón para incorporarse al Júbilo Iwata, donde disputó una temporada. En 2001, regresó a Paraguay para integrarse al Sportivo Luqueño. Posteriormente, en 2003, firmó con el Sportivo San Lorenzo, equipo en el cual decidió concluir su carrera en 2005.

### Como entrenador
Tuvo sus primeros pasos como entrenador dirigiendo las divisiones inferiores de Cerro Porteño. En 2013, dio el salto y asumió de manera interina el primer equipo de Cerro Porteño dirigiendo dos encuentros. En 2014, volvió a ocupar el cargo de forma temporal, liderando al equipo en un partido. En 2015, fue nombrado oficialmente director técnico de Cerro Porteño, reemplazando al argentino Leonardo Astrada. Durante su gestión, el equipo se consagró campeón del Torneo Apertura 2015.
En 2016, Torres dirigió al Club Libertad y conquistó el Torneo Apertura de ese año.

## Clubes

### Como jugador
| Club             | País     | Año       |
| ---------------- | -------- | --------- |
| Cerro Porteño    | Paraguay | 1990-1998 |
| O'Higgins        | Chile    | 1999      |
| Júbilo Iwata     | Japón    | 1999-2000 |
| Sportivo Luqueño | Paraguay | 2001-2002 |
| San Lorenzo      | Paraguay | 2003-2005 |

### Como entrenador
| Club             | País     | Año                 |
| ---------------- | -------- | ------------------- |
| Cerro Porteño    | Paraguay | 2013 (2PJ interino) |
| Cerro Porteño    | Paraguay | 2014 (1PJ interino) |
| Cerro Porteño    | Paraguay | 2015                |
| Libertad         | Paraguay | 2016                |
| Nacional         | Paraguay | 2017                |
| Sportivo Luqueño | Paraguay | 2019                |
| Nacional         | Paraguay | 2020                |
| San Lorenzo      | Paraguay | 2020                |
| Resistencia      | Paraguay | 2022                |
| Guaireña FC      | Paraguay | 2023                |
| Sol de América   | Paraguay | 2024                |
| Boyacá Chicó     | Colombia | 2025                |
| Guaraní de Fram  | Paraguay | 2025 - Actualidad   |

## Palmarés

### Como jugador

#### Títulos nacionales
| Título               | Club          | País     | Año  |
| -------------------- | ------------- | -------- | ---- |
| Campeonato Paraguayo | Cerro Porteño | Paraguay | 1990 |
| Campeonato Paraguayo | Cerro Porteño | Paraguay | 1992 |
| Campeonato Paraguayo | Cerro Porteño | Paraguay | 1994 |
| Campeonato Paraguayo | Cerro Porteño | Paraguay | 1996 |
| J1 League            | Júbilo Iwata  | Japón    | 1999 |
| Supercopa de Japón   | Júbilo Iwata  | Japón    | 2000 |

#### Títulos nacionales amistosos
| Título         | Club             | País     | Año  |
| -------------- | ---------------- | -------- | ---- |
| Copa Filigrana | Sportivo Luqueño | Paraguay | 2001 |

### Como entrenador

#### Títulos nacionales
| Título           | Club          | País     | Año    |
| ---------------- | ------------- | -------- | ------ |
| Primera División | Cerro Porteño | Paraguay | 2015-A |
| Primera División | Libertad      | Paraguay | 2016-A |